# Charles E. Clarke
Charles Ezra Clarke (* 8. April 1790 in Saybrook, Connecticut; † 29. Dezember 1863 in Great Bend, New York) war ein US-amerikanischer Jurist und Politiker. Zwischen 1849 und 1851 vertrat er den Bundesstaat New York im US-Repräsentantenhaus.

## Werdegang
Charles Ezra Clarke wurde ungefähr sieben Jahre nach dem Ende des Unabhängigkeitskrieges in Saybrook geboren. Er schloss seine Vorstudien ab und graduierte dann 1809 am Yale College. Danach studierte er Jura. Seine Zulassung als Anwalt erhielt er 1815 und begann dann in Watertown zu praktizieren. Er zog 1840 nach Great Bend im Jefferson County. In den Jahren 1839 und 1840 saß er in der New York State Assembly. Politisch gehörte er der Whig Party an.
Bei den Kongresswahlen des Jahres 1848 für den 31. Kongress wurde Clarke im 19. Wahlbezirk von New York in das US-Repräsentantenhaus in Washington, D.C. gewählt, wo er am 4. März 1849 die Nachfolge von Joseph Mullin antrat. Er schied nach dem 3. März 1851 aus dem Kongress aus.
Nach seiner Kongresszeit ging er wieder seiner Tätigkeit als Anwalt nach. Er erbaute und betrieb auch eine Getreidemühle. Darüber hinaus war er in der Landwirtschaft tätig. Am 29. Dezember 1863 starb er in Great Bend. Sein Leichnam wurde dann auf dem Brookside Cemetery in Watertown beigesetzt. Zu jenem Zeitpunkt tobte der Bürgerkrieg.